# Tres cubà

El tres és un instrument musical derivat de la guitarra que consta de tres cordes dobles. És molt usat a Cuba, Santo Domingo i Puerto Rico on hi ha una versió de l'instrument amb tres cordes triples. 

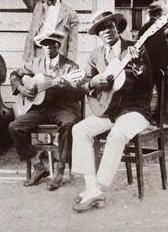
Guitarra i tres

Com que és més petit que la guitarra i té cordes dobles, fa un so més agut i més intens. Per aquest motiu s'utilitza com a instrument solista sobretot en el son cubà, deixant la guitarra en el paper d'acompanyant.
L'afinació varia depenent del músic i l'àrea geogràfica de procedència. Unes vegades, l'afinació coincideix amb les tres primeres cordes d'una guitarra (mi, si, sol, aquest últim octavat). Altres vegades, se li augmenta un semitò a la corda del centre deixant el sol octavat. La nova afinació coincideix amb la tríada de do major (mi, do, sol).
Segons la majoria de fonts, el tres es va utilitzar per primera vegada en diversos gèneres musicals afrocubans relacionats originaris de l'est de Cuba: el nengón, el kiribá, el changüí i el son, tots els quals es van desenvolupar durant el segle xix. Benjamin Lapidus afirma: "El tres ocupa una posició de gran importància no només en el changüí, sinó en la cultura musical de Cuba en el seu conjunt".
Entre els més famosos "treseros" estan Pancho Amat i Faustino Oramas de Cuba i Mario Hernández a Puerto Rico.